# Åtvids nya kyrka
Åtvids Stora kyrka är en kyrkobyggnad i Åtvidaberg, Åtvids socken och Åtvids församling, Östergötland. Den ligger vid Slevringevägen norr om Åtvids gamla kyrka och tillhör Linköpings stift.

## Kyrkobyggnaden
Kyrkan är byggd av tegel och lokal sandsten och byggdes under patronatsrätt (jus patronatus). Byggnaden ritades av Adolf Emil Melander och byggdes 1880–1884. Den officiella invigningen var den 28 juni 1885. Byggnaden är rektangulär med en skärm för sakristian. Huvudingången är i tornet mot väster och i vapenhusen på den norra och södra sidan. Kyrkklockorna flyttades inte till tornet från klockstapeln vid den gamla kyrkan. Pehr Hörberg är konstnären för oljemålningen på östväggen. Kyrkan genomgick en stor renovering 2010–2015. Återinvigningen ägde rum den 6 januari 2016.

## Orgel
- 1884 bygger Åkerman & Lund, Stockholm, en orgel.
- 1973 bygger Frederiksborgs Orgelbyggeri, Hilleröd, Danmark, en mekanisk orgel. Den är mekanisk och fasad är från den föregående orgeln. Även stora delar av pipverket är från 1884 års orgel.

| Huvudverk I                 | Svällverk II  | Pedal         | Koppel |
| Borduna 16’                 | Basetthorn 8’ | Subbas 16’    | I/P    |
| Principal 8’                | Rörflöjt 8’   | Qvinta 12’    | II/P   |
| Flûte harmonique 8’         | Violin 8’     | Principal 8'  | II/I   |
| Gamba 8’                    | Unda Maris 8’ | Violoncell 8' |        |
| Oktava 4'                   | Echoflöjt 4'  | Basun 16'     |        |
| Flûte octaviante 4'         | Fugara 4'     | Trumpet 4'    |        |
| Oktava 2'                   | Piccolo 2'    |               |        |
| Cornett 3 ch                | Cornett 3ch   |               |        |
| Plein Jeu Harmonique 3-6 ch | Fagott 16'    |               |        |
| Trumpet 8'                  | Oboe 8'       |               |        |
|                             | Tremulant     |               |        |